# Шмюд, Эдгар
Эдгар Шмюд (англ. Edgar O. Schmued, 30 декабря 1899 — 1 июня 1985) — американский авиаконструктор, родившийся в Германии. Приобрел наибольшую известность как разработчик истребителей P-51 Mustang и F-86 Sabre для ВВС США. Позднее работал авиационным консультантом при разработке других самолётов.

## Биография
Родился 30 декабря 1899 в Хорнбахе, Германия. В возрасте 8 лет он увидел аэроплан в полёте и решил, что авиация станет делом его жизни. Чтобы стать инженером, Эдгар начал самообучение и устроился учеником на небольшой завод двигателей. Там он разработал ряд компонентов двигателя, на которые получил патенты. В свободное время он продолжал самообразование в области авиации.

## Карьера
В 1925 году его опыт работы привёл к тому, что он переехал в Бразилию, где работал в американской компании General Motors. В 1931 году уже в США, в дочерней компании General Motors — General Aviation (недавно поглощённая Fokker Aircraft), штат Мэриленд. Так он начал карьеру авиаконструктора. Вскоре General Aviation поглотило другое дочерние предприятие General Motors — North American Aviation, штат Калифорния. В 1935 году из General Motors он перешёл в North American Aviation в Лос-Анджелес, Калифорния. Но его жена Луиза не захотела переезжать с восточного побережья и Шмюд работал в компании AviaBellanca Aircraft, но недолго. Во время поездки в Калифорнию, чтобы снова устроиться в NAA, их автомобиль попал в лобовое столкновение на шоссе №60. Жена Шмюда погибла, а сам он серьёзно ранен.

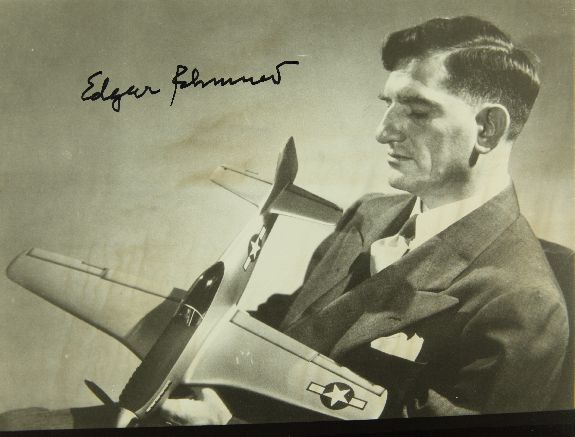
Эдгар Шмюд с моделью самолёта P-51 Mustang

### Работа в North American Aviation
В начале 1936 года, после выздоровления, Шмюд поступил на работу в North American Aviation под начало «Голландца» Киндельбергера, инженера самоучки, одного из бывших лидеров знаменитой Douglas Aircraft, на должность конструктора. Там он принимал участие в разработке North American XB-21 (проектирование передней башни), создании NA-50 (одномоторного истребителя для Перу) и NA-62 (позже B-25 Mitchell). Шмюд стал руководителем отдела общих видов.
За 22 года в компании North American Aviation Шмюд внёс большой вклад в разработку множества знаменитых самолётов. Наиболее известной его разработкой является необычная конструкция самолёта P-51 Mustang времён Второй мировой войны. Первая машина, по сути, совершенно нового проекта взлетела через 178 дней после заказа британским правительством модернизации P-40 на основе закупленной ими лицензии фирмы Curtiss. Шмюд создал совершенно новое крыло с необычным тогда ламинарным профилем, намного большего размера. И внёс многочисленные улучшения: мощный турбокомпрессор, новую систему охлаждения, значительно более мощное вооружение, топливные баки. Что сделало P-51 лучше во всех отношениях, а его лётные качества превосходными. Когда его долгое производство прекратилось, самолёт всё ещё выигрывал в состязаниях и устанавливал рекорды скорости для самолётов с поршневыми двигателями.
Шмюд был известен в компании как трудоголик и после закрытия выпуска P-51 в 1941 году по свободному контракту разработал Morrow Victory Trainer. Из-за сходства с P-51 этот самолёт получил название «мини-мустанг».
По явно ошибочным легендам Эдгар Шмюд работал с Вильгельмом Мессершмиттом. Разумеется, они вряд ли познакомились молодыми людьми до отъезда в Бразилию.
Шмюд работал в North American Aviation 22 года. Там он разработал необычный F-82 Twin Mustang и знаменитый F-86 Sabre со стреловидным крылом, F-100 Super Sabre — первый сверхзвуковой истребитель.

### Работа в Northrop Corporation
Но он покинул компанию NAA для работы авиаконструктором в тоже знаменитой американской фирме Northrop, где за 5 лет работал над очень удачным семейством сверхзвуковых самолётов: истребитель F-5 и тренировочный самолёт T-38 Talon. Их аэродинамика опять явно выделялась среди работ того времени.
Эдгар Шмюд умер 1 июня 1985 года в Ошенсайде, Калифорния.

## Заслуги
14 сентября 1991 года Эдгар Шмюд был увековечен в международном аэрокосмическом Зале славы.